# گروتووو
گروتووو (به لهستانی:  Grotowo) یک روستا در لهستان است که در گمینا گورووو ایواوتسکیه واقع شده‌است. گروتووو ۸۰ نفر جمعیت دارد.